# Tryphon hamulator
Tryphon hamulator är en stekelart som beskrevs av Christian Gottfried Daniel Nees von Esenbeck 1830. Tryphon hamulator ingår i släktet Tryphon och familjen brokparasitsteklar. Inga underarter finns listade i Catalogue of Life.